# Wymiary nominalne
Wymiary nominalne - są to wymiary przedmiotów, względem których odnosi się odchyłki. Wymiar nominalny i odchyłki wyznaczają zakres, w którym powinno zawierać się rzeczywiste wymiary przedmiotów. 
Wyróżnia się:
- Wymiary zewnętrzne - takie jak długość, szerokość, wysokość przedmiotu, średnica wałka, grubość ścianki przedmiotu wydrążanego itd;
- Wymiary wewnętrzne - takie jak średnica otworu, szerokość rowka;
- Wymiary mieszane - takie jak głębokość rowka, wysokość nadlewki;
- Wymiary pośrednie - takie których nie można zmierzyć bezpośrednio, a więc odległość osi otworu od ściany przedmiotu, rozstawienie otworów itd.